# Robert Glatzeder
Robert Glatzeder (* 1971 in Ost-Berlin) ist ein deutscher Schauspieler und Synchronsprecher. Unter dem Pseudonym Rumble McMurphy ist er als Musiker aktiv.

## Leben
Robert Glatzeder wurde als Sohn einer Lehrerin und des Schauspielers Winfried Glatzeder (* 1945) in Ost-Berlin geboren. Als Kleinkind wirkte er bereits an der Seite seines Vaters in dem DEFA-Film Die Legende von Paul und Paula mit. Seine Eltern verließen mit ihm und seinem Bruder im Jahr 1982 die DDR und zogen nach West-Berlin. Nach dem Abitur studierte er zunächst Soziologie und Philosophie an der FU Berlin und dann Betriebswirtschaftslehre an der Fachhochschule für Wirtschaft. Er entschied sich letztlich in die Fußstapfen seines Vaters zu treten, und Schauspieler zu werden. Von 1993 bis 1998 absolvierte er seine Schauspielausbildung an der Hochschule für Film und Fernsehen „Konrad Wolf“ in Potsdam, die er mit Diplom abschloss. In dieser Zeit hatte er mehrere Gastengagements an verschiedenen Theaterbühnen, wie z. B. am Hans Otto Theater und am Berliner Ensemble, wo er 1997 unter der Regie von Carmen Maja Antoni die Titelrolle in Bertolt Brechts Drama Baal spielte. Von 2000 bis 2003 war er in mehreren Inszenierungen von Valentin Jeker am Schauspielhaus Bonn zu sehen. Von 2007 bis 2010 spielte Glatzeder den Bruder Thomasius bei den Störtebeker-Festspielen auf der Insel Rügen unter der Leitung von Holger Mahlich. Im Frühjahr 2008 gab er in Berlin sein Regiedebüt mit dem Theaterstück High High High, das er mit zwei Schauspielkollegen entwickelte.
Bereits während seiner Schauspielausbildung entdeckte ihn Karola Hattop für ihre sechsteilige ZDF-Dramaserie Mensch, Pia!, in der Glatzeder Noah, den Freund der von Alexandra Maria Lara dargestellten Protagonistin, spielte. Der Durchbruch gelang ihm an der Seite von Katharina Wackernagel mit seiner Rolle als Nils Humpert in der 39-teiligen ARD-Jugendserie Tanja, die von September 1997 bis Februar 2000 erstmals ausgestrahlt wurde. Wackernagel besetzte ihn nach der erfolgreichen Zusammenarbeit für ihren Kurzfilm Think Positive! in der Hauptrolle als Topf, für die er 1999 auf dem Filmfest Dresden ausgezeichnet wurde. Regisseur Jonas Grosch besetzte Wackernagel und Glatzeder für dessen Kurzfilme Dinner with the Devil(s) (2001) und Bonnie & Veit (2005) in den Hauptrollen. Ebenso arbeitete er mit ihnen für seinen ersten Langspielfilm bestefreunde (2014) zusammen. Wackernagel wiederum besetzte Glatzeder im Jahr 2018 auch in ihrem Langfilmdebüt Wenn Fliegen träumen in der Rolle des Ole.
2001 übernahm Glatzeder in der Actionserie Offroad.TV die durchgehende Rolle des Markus Spielberg. Im Januar 2024 war er an der Seite seines Vaters Winfried in einer durchgehenden Serienrolle als ehemaliger Kriminalhauptkommissar Justus Voit (in jüngeren Jahren) in der internationalen ARD-Mystery-Serie Oderbruch zu sehen.
Neben festen Serienrollen übernahm er wiederholt Gastauftritte in verschiedenen Fernsehserien- und reihen, u. a. in mehreren Episoden der Krimireihe Tatort und der ARD-Krankenhausserie In aller Freundschaft sowie in Einzelfolgen in Formaten wie Ein Fall für zwei, Die Kommissarin, Wilsberg und WaPo Berlin.
Seit 2005 betätigt sich Glatzeder umfangreich in der Synchronisation, wo er bislang über 660 Rollen einsprach. Er ist die deutsche Standardstimme der US-amerikanischen Schauspieler Lenny Kravitz und Adam Driver. Darüber hinaus ist er auch als Musiker aktiv, so veröffentlichte er 2005 unter dem Pseudonym Rumble McMurphy ein Hip-Hop-Album mit dem Titel Jäger.

## Filmografie

### Filme
- 1973: Die Legende von Paul und Paula (als Kind)
- 1999: Think Positive! (Kurzfilm)
- 2001: Dinner with the Devil(s) (Kurzfilm)
- 2002: Die Frau, die an Dr. Fabian zweifelte
- 2003: Der Aufstand
- 2004: Verrückt nach Markus Werner
- 2005: Die letzte Schlacht
- 2005: Bonnie & Veit (Kurzfilm)
- 2006: Die Kinder der Flucht (Dreiteiler, 1. Film Eine Liebe an der Oder)
- 2007: Zu schön für mich
- 2007: Mitte 30
- 2011: Schlussklappe (Kurzfilm)
- 2011: Stankowskis Millionen
- 2013: Die Männer der Emden
- 2014: bestefreunde
- 2017: Ein schrecklich reiches Paar
- 2018: Wenn Fliegen träumen
- 2019: Sachsophonie (Kurzfilm)

### Fernsehserien und -reihen
- 1995: Tatort: Falsches Alibi
- 1996: Kurklinik Rosenau (Folge: Dick liebt Dünn)
- 1996: Mensch, Pia! (6 Folgen)
- 1997–2000: Tanja (25 Folgen)
- 1997: Großstadtrevier (Folge: Brennende Probleme)
- 1997–2001: Dr. Sommerfeld – Neues vom Bülowbogen (verschiedene Rollen, 2 Folgen)
- 2000: Großstadtträume (Spin-off von Gute Zeiten, schlechte Zeiten, 7 Folgen)
- 2000: Schimanski: Tödliche Liebe
- 2001–2002: Offroad.TV (13 Folgen)
- 2001: Alphateam – Die Lebensretter im OP (Folge: Vertrauen ist gut ...)
- 2002: Herzschlag – Das Ärzteteam Nord (Folge: Schicksalsschlag)
- 2002: Ein Fall für zwei (Folge: Alpträume)
- 2002–2011: In aller Freundschaft (verschiedene Rollen, 3 Folgen)
- 2003: Tatort: Bienzle und der Taximord
- 2003: Tatort: Veras Waffen
- 2004: Die Kommissarin (Folge: Totgesagte leben länger)
- 2005: Kanzleramt (3 Folgen)
- 2005: Wolffs Revier (Folge: Spätfolge)
- 2006: Unsere zehn Gebote (Folge: Gebot 7 – Du sollst nicht stehlen)
- 2009–2013: SOKO Wismar (verschiedene Rollen, 2 Folgen)
- 2010: Polizeiruf 110: Blutiges Geld
- 2013: Heiter bis tödlich: Hauptstadtrevier (Folge: Trautes Heim)
- 2015: Blochin (Folge 1)
- 2016: Wilsberg: Mord und Beton
- 2016: Berlin Station (Folge: Proof of Life)
- 2016: Die Kanzlei (Folge: Schräge Vögel)
- 2022: WaPo Berlin (Folge: Gegen den Wind-Blues)

## Theater (Auswahl)
- 1995: Geheime Freunde als Condello, Regie: Benjamin Korn, Hans Otto Theater
- 1997: Bertolt Brecht: Baal als Baal, Regie: Carmen Maja Antoni, Berliner Ensemble
- 1998–1999: William Shakespeare: Viel Lärm um nichts als Benedikt, Regie: Goswin Moniac, Theater der Altmark
- 2000: Jeff Koons als DJ, Regie: Valentin Jeker, Schauspielhaus Bonn
- 2002–2003: Samuel Beckett: Warten auf Godot als Estragon, Regie: Valentin Jeker, Schauspielhaus Bonn
- 2003: John Osborne: Blick zurück im Zorn als Jimmy, Regie: Helmuth Fuschl, Theaterproduktionen Düsseldorf
- 2006: About a Band als Micky, Regie: Philippe Besson, Hans Otto Theater
- 2007–2010: Störtebeker-Festspiele als Bruder Thomasius, Regie: Holger Mahlich
- 2008–2009: Komödie im Dunkeln als Brindsley Miller, Regie: Michael Bogdanov, Theater am Kurfürstendamm
- 2011: Revolver im Klavier als Ede und Walter (Doppelrolle), Regie: Holger Mahlich, Markthalle Hamburg
- 2011–2014: Tür auf Tür zu als Gustav ein Zeitgeist, Regie: Ingrid Lausund, Theater Duisburg / Deutsches Theater Berlin
- 2013: Toutou als Pavel, Regie: Ute Willing, Comödie Dresden
- 2014–2017: Hugo von Hofmannsthal: Jedermann als Guter Gesell & Teufel, Regie: Holger Mahlich, Festspiele Wismar
- 2016–2017: Faust als Lustige Person, 2. Student, Brander, Valentin, Hexenmeister, Regie: Holger Mahlich, Festspiele Wismar

## Synchronrollen (Auswahl)
Adam Driver
- 2013: Inside Llewyn Davis als Al Cody
- 2015: The F-Word – Von wegen nur gute Freunde! als Allan
- 2016: Silence als Francisco Garupe
- 2017: Logan Lucky als Clyde Logan
- 2018: BlacKkKlansman als Detective Flip Zimmermann
- 2018: The Man Who Killed Don Quixote als Toby
- 2019: Marriage Story als Charlie Barber
- 2022: Weißes Rauschen als Jack Gladney

Lenny Kravitz
- 2009: Precious – Das Leben ist kostbar als Krankenpfleger John
- 2012: Die Tribute von Panem – The Hunger Games als Cinna
- 2013: Der Butler als James Holloway
- 2013: Die Tribute von Panem – Catching Fire als Cinna
- 2017: Better Things (Fernsehserie, 1 Folge) als Mel Trueblood
- 2017: Star (Fernsehserie, 2 Folgen) als Roland Crane

Scoot McNairy
- 2012: Promised Land als Jeff Dennon
- 2014: Gone Girl – Das perfekte Opfer als Tommy O’Hara
- 2019: Once Upon a Time in Hollywood als Bob Gilbert

Morne Visser
- 2018: The Kissing Booth als Mr. Flynn
- 2020: The Kissing Booth 2 als Mr. Flynn

### Filme
- 2003: Jakob Cedergren als Tom in Stealing Rembrandt – Klauen für Anfänger
- 2013: Tom Burke als Davy in Third Star
- 2020: Adam Fergus als James in Ruf der Wildnis
- 2022: Tenoch Huerta als König Namor in Black Panther: Wakanda Forever
- 2022: Fares Fares als Salim Mohsin in The Contractor (2022)

### Serien
- 2013: Brian Tee als Akira Kimura in Grimm
- 2014: Pablo Schreiber als Demetri Ravitch in Weeds – Kleine Deals unter Nachbarn
- 2014-: Neill Rea als Detective Senior Sergeant Mike Shepherd in Brokenwood – Mord in Neuseeland
- 2015: Colin Donnell als Daniel Mikorski in Detective Laura Diamond
- 2016: Tobias Santelmann als Colonel Haugen in Homeland
- 2017: Jerry O’Connell als Dr. Mike in Scream Queens
- 2018: Adam Greyson Reid als Peter Beckert in Lost in Space – Verschollen zwischen fremden Welten
- 2018–2021: Alessandro Agnello als Lucio Raja in The Hunter
- 2023: Marti Matulis als Vane in The Mandalorian
- 2024–2025: Marti Matulis als Vane in Star Wars: Skeleton Crew

## Auszeichnungen
- 1999: Filmfest Dresden für seine Rolle als Topf in Think Positive!